# Barrera Gaza-Israel
La barrera Gaza-Israel (a veces llamada Muro de Hierro) es una barrera fronteriza ubicada en el lado israelí de la frontera entre la Franja de Gaza e Israel. El paso de Erez, en el norte de la Franja de Gaza, es el único punto de cruce para personas y mercancías procedentes de Israel hacia la Franja de Gaza; existe un segundo punto de cruce en la barrera, llamado paso de Kerem Shalom, que es exclusivo para el cruce de mercancías provenientes de Egipto, ya que Israel no permite que mercancías vayan directamente desde Egipto a Gaza a través de la frontera entre Egipto y Gaza.
Israel construyó por primera vez una valla a lo largo de la frontera en 1994 como barrera de seguridad, y desde entonces ha sido reconstruida y mejorada. Fue construido por Israel para controlar el movimiento de personas y bienes entre la Franja de Gaza e Israel, algo que no podía lograr mediante cruces fronterizos normales.
También hay un cruce a lo largo de la frontera entre Egipto y Gaza, el paso de Rafah, aunque se limita al cruce de personas. Según la demanda de Israel, cualquier carga o mercancía que deba ingresar a Gaza debe pasar por Israel, generalmente a través del cruce fronterizo de Kerem Shalom.